# Larbanois & Carrero
Larbanois & Carrero es un dúo de música popular uruguayo integrado por Eduardo Larbanois y Mario Carrero.
Creado a finales de 1977 y con una trayectoria que se extiende hasta el presente, es referente artístico de varias generaciones de músicos uruguayos.

## Historia
Los músicos integrantes de este dúo se conocieron en el Festival de Paysandú de 1973, en el cual Carrero obtuvo el premio a la mejor voz.
En 1977 los músicos deciden formar el dúo, actuando por primera vez en un recital organizado por estudiantes universitarios en el Colegio San Juan Bautista en 1978.

## Trayectoria
A lo largo de 40 años de actuaciones, el dúo ha realizado giras en todo el mundo, habiendo brindado recitales en Australia, Nueva Zelanda, Estados Unidos, Canadá, Cuba, Paraguay, Brasil, Argentina, Venezuela, Colombia entre otros.
Han editado alrededor de 30 LP.Y compartido el escenario con un gran cantidad de artistas uruguayos y extranjeros, entre los que se cuentan: Santiago Feliú, León Gieco, Paco Ibáñez, César Isella, Joan Manuel Serrat, Daniel Viglietti, Alfredo Zitarrosa, Los hermanos Carlos y Enrique Mejía Godoy y Pablo Milanés.

## Discografía

### En Uruguay
- Amigos (junto a Carlos Benavides, Washington Benavides y Juan José de Mello. Sondor 84082. 1978)
- Larbanois - Carrero (Sondor 44101. 1979)
- Cuando me pongo a cantar (Sondor 44147. 1980)
- En recital (junto a Vera Sienra. Sondor 144233. 1982)
- Antirutina (Ceibo SCC 75501. 1982)
- Tanta vida en cuatro versos (Sondor 44331. 1983)
- Pero andando vamos (1984)
- El hombre, digo (1986)
- Rambla sur (Orfeo 90939-1. 1988)
- Lo mejor de Larbanois-Carrero (Sondor 84513. 1988)
- De madrugadas (1990)
- Antología (1993)
- Antología 2 (1993)
- Identidades (1996)
- Cometas sobre los muros (Ayuí / Tacuabé ae199cd. 1998)
- Canciones de Santamarta (Ayuí / Tacuabé ae246cd. 2001)
- 25 años (Ayuí / Tacuabé ae258cd. 2002)
- Coplas del fogón (Ayuí / Tacuabé ae294cd. 2005)
- Concierto 30 años (DVD. Montevideo Music Group 2009)
- Historias (2 CD. Montevideo Music Group 2010)
- 4 en línea (DVD junto a Emiliano y El Zurdo. Montevideo Music Group 2011)
- 4 en línea (CD junto a Emiliano y El Zurdo. Montevideo Music Group 2012)
- Conclusiones (Montevideo Music Group. 2015)

### En Argentina
- Ceremonia de declaración de Ciudadano Ilustre de Montevideo a Eduardo Larbanois y a Mario Carrero el Antel Arena en 2022.Larbanois - Carrero (1980)
- Cuando me pongo a cantar (1981)
- Anti rutina (1984)
- Pero andando vamos (1984)

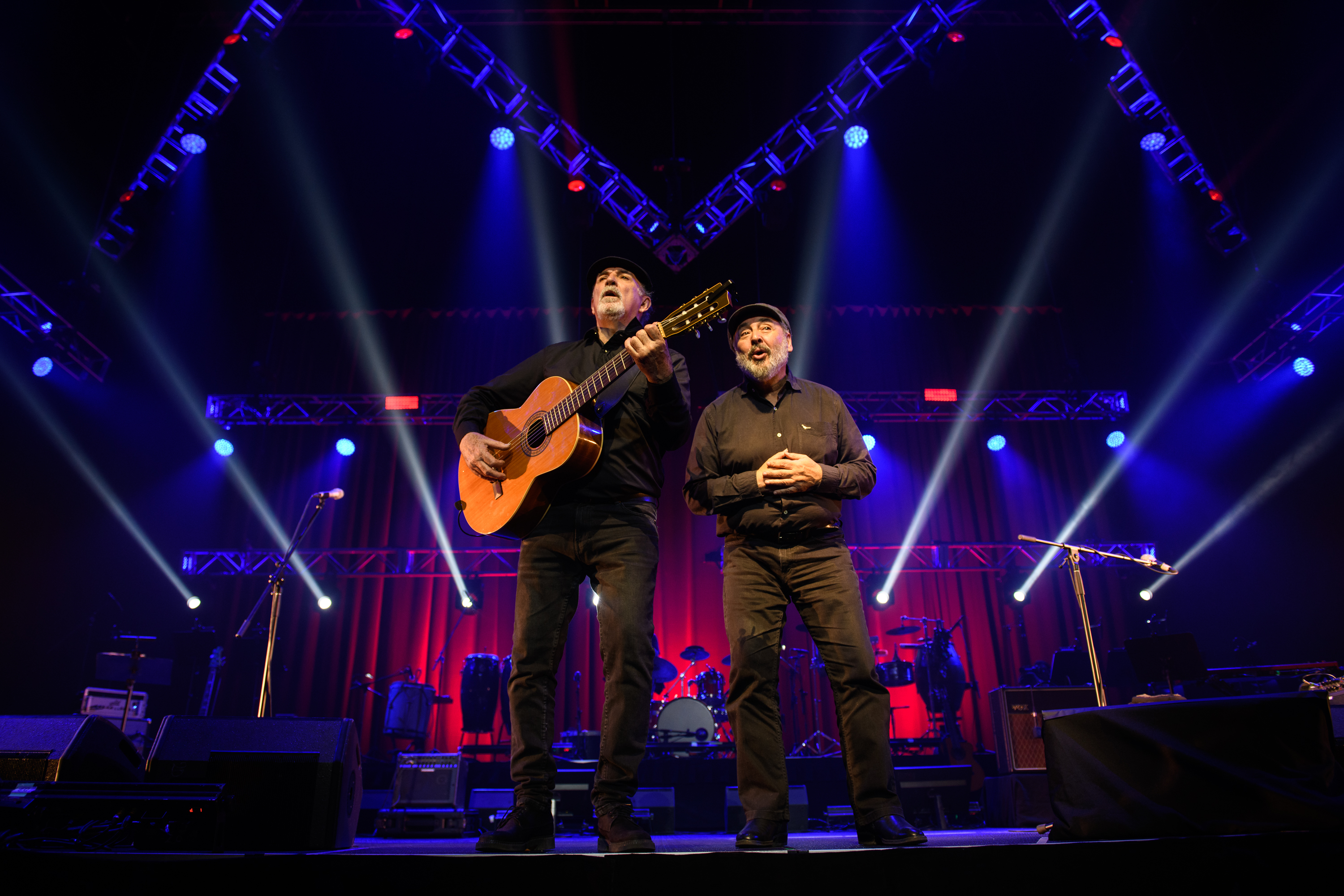
Ceremonia de declaración de Ciudadano Ilustre de Montevideo a Eduardo Larbanois y a Mario Carrero el Antel Arena en 2022.

- Canciones de Santamarta (Acqua Records, 2006)

### En Brasil
- La Comparsa (con Sebastiao Fonseca de Oliveira, Washington Benavides y Enrique Rodríguez Viera, 1980)
- Raíces clavadas bien hondo (1982)
- El dorado (con Belchior) (1990)
- Mercosul de canciones (1996)

### En Canadá y los Estados Unidos
- De norte a sur (1995)